# Goniosomoides
Goniosomoides is een geslacht van hooiwagens uit de familie Gonyleptidae.
De wetenschappelijke naam Goniosomoides is voor het eerst geldig gepubliceerd door Mello-Leitão in 1932. 

## Soorten
Goniosomoides is monotypisch en omvat slechts de volgende soort:
- Goniosomoides viridans